# Ctenus adustus
Ctenus adustus là một loài nhện trong họ Ctenidae.
Loài này thuộc chi Ctenus. Ctenus adustus được Eugen von Keyserling miêu tả năm 1877.
1. ↑  Platnick, Norman I. (2010): The world spider catalog, version 10.5. American Museum of Natural History.

biologie|2011|10|21}}